# مايك سكوفيلد
مايك سكوفيلد هو محامي وسياسي أمريكي، ولد في 1969. نشط حزبياً في الحزب الجمهوري. وقد انتخب عضو مجلس نواب تكساس ‏.

## وصلات خارجية
- الموقع الرسمي